# جون ويلسون (مقدم تلفزيوني)
جون ويلسون (بالإنجليزية: John Wilson)‏ هو مقدم تلفزيوني بريطاني، ولد في 1943 في منطقة أنفيلد في المملكة المتحدة، وتوفي في 13 نوفمبر 2018 بسبب أمراض دماغية وعائية.